# Nico Evers-Swindell
Nico Thomas Evers-Swindell (Wellington, 1º gennaio 1979) è un attore neozelandese.

## Biografia
Nato in Nuova Zelanda il 1º gennaio 1979.
Intraprende la carriera da attore e nel 2011 con il film William & Kate - Una favola moderna ottiene la parte del principe William.
Appare in piccole parti in altri film e serie TV, come Law & Order - Unità vittime speciali e Fuori controllo.

## Vita privata
È sposato dal 2011 con l'attrice americana Megan Ferguson.

## Filmografia parziale
- Sentieri – serie TV, un episodio (2008)
- Law & Order - Unità vittime speciali (Law & Order: Special Victims Unit) – serie TV (2008)
- NCIS: Los Angeles – serie TV, un episodio (2010)
- William & Kate - Una favola moderna (William & Kate: The Movie), regia di Mark Rosman – film TV (2011)
- Grimm – serie TV, 6 episodi (2015)
- The Magicians – serie TV, 3 episodi (2017-2020)
- American Crime Story – serie TV, un episodio (2018)
- Bonding – serie TV, 2 episodi (2021)

## Doppiatori Italiani
Nelle versioni in italiano delle opere in cui ha recitato, Nico Evers-Swindell è stato doppiato da:
- Massimo Triggiani in Grimm, Bonding
- Alessandro Messina in NCIS: Los Angeles
- Marco Vivio in William & Kate - Una favola moderna
- Luigi Scribani in American Crime Story